# فرودگاه بلوریور
فرودگاه بلوریور (به انگلیسی: Blue River Airport) یک فرودگاه همگانی است که یک باند فرود آسفالت دارد و طول باند آن ۱۵۲۴ متر است. این فرودگاه در کشور کانادا قرار دارد و در ارتفاع ۶۸۳ متری از سطح دریا واقع شده‌است.